# Taraxacum dilatatum
Taraxacum dilatatum — вид квіткових рослин з родини айстрових (Asteraceae). Вид зростає в Європі: Англія, Уельс, Шотландія, Ірландія, Данія, Норвегія, Швеція, Фінляндія, Нідерланди, Бельгія, Люксембург, Німеччина, Польща, Франція, Естонія, Латвія, північно-західно-європейська Росія; інтродукований до ПАР; це багаторічна рослина помірних біомів.

## Середовище
Росте часто в напівприродних середовищах існування, старих берегах, узліссях тощо.

## Морфологічна характеристика
T. dilatatum найкраще характеризується незмінно червоними черешками з чітко виділеними зеленими крилами. Сіро-зелені приквітки короткі та загнуті, а листки досить вузькі та багатолопатеві. Це не великий вид, має тенденцію рости досить акуратно і приземкувато.